# Накаяма, Масаси
Маса́си Накая́ма (яп. 中山 雅史; род. 23 сентября 1967, Окабэ, Сидзуока) — японский футболист, нападающий. Автор самого первого гола Японии на чемпионатах мира. Объявил о завершении карьеры в декабре 2012 года в возрасте 45 лет после того, как сыграл 3 сезона за «Консадоле Саппоро», а затем вернулся почти через три года с Azul Claro Numazu в Японской футбольной лиге, клуб был повышен в лигу J3 с 2017 года.

## Карьера
Выступая в качестве нападающего, Накаяма дебютировал в лиге J1 11 марта 1994 года. С тех пор и до 2009 года он постоянно присутствовал в составе «Джубило Ивата» — одной из лучших команд в лиге J1 с момента её создания. Накаяма, на протяжении всей карьеры в среднем забивавший больше одного мяча каждые две игры, был духовным лидером как своего клуба, так и для японской национальной команды. На чемпионате мира 1998 года во Франции в матче против Ямайки 26 июня 1998 года забил единственный гол сборной Японии на турнире, ставший также первым голом в истории выступлений японской команды на чемпионатах мира. В общей сложности забил 21 гол в 53 матчах за сборную Японии.
Накаяма также является обладателем мирового рекорда как автор самого быстрого хет-трика на международном уровне. Он забил три гола в отборочном матче Кубка Азии 2000 года против Брунея 16 февраля 2000 года всего за 3 минуты и 3 секунды, побив предыдущий рекорд англичанина Вилли Колла, установленный в 1938 году (против Северной Ирландии), на 27 секунд. Накаяма завоевал многочисленных поклонников среди японских футбольных фанатов благодаря откровенности и чувству юмора, проявляемым в интервью. На закате карьеры травмы и возраст отрицательно сказались на игровых кондициях Накаямы, но он все ещё оставался любимцем болельщиков «Джубило», вызывая самые громкие аплодисменты зрителей на домашнем стадионе Yamaha, когда его имя объявлялось во время разминки или при выходе на замену.
4 декабря 2012 года объявил о завершении игровой карьеры в возрасте 45 лет, сославшись на травмы обоих колен, после того как стал рекордсменом лиги J1 по количеству забитых мячей — 157. В сентябре 2015 года начал тренироваться с Azul Claro Numazu, а затем подписал контракт с командой японской футбольной лиги Azul Claro. Несмотря на то, что Накаяма не играл ни минуты в JFL с Azul Claro, его контракт был продлен на сезон 2017 года.

## Достижения

### Командные
Джубило Ивата
- Чемпион Японии: 1997, 1999, 2002
- Обладатель Кубка Азии: 1992
- Победитель Суперкубка Азии: 1999
- Победитель Азиатского кубка чемпионов: 1998/99

Сборная Японии
- Финалист Кубка конфедераций: 2001

### Личные
- Самый ценный игрок Джей-лиги: 1998
- Лучший бомбардир Джей-Лиги: 1998, 2000
- В числе лучших 11 игроков сезона: 1997, 1998, 2000, 2002
- Рекордсмен чемпионата Японии по количеству голов в одном сезоне: 36 голов